# ヴィクトリア・サフォノワ
ヴィクトリア・アンドレーヴナ・サフォノワ（ロシア語: Виктория Андреевна Сафонова、ロシア語ラテン翻字: Viktoriia Andreevna Safonova; 2003年5月8日 - ）は、ロシア・モスクワ出身でベラルーシ代表のフィギュアスケート選手（女子シングル）。2022年北京五輪ベラルーシ代表。
主な戦績は、2021年デニステンメモリアル優勝、ベラルーシ選手権6連覇（2019年-2024年）。

## 経歴
2018年ロシア選手権ジュニアクラスで14位、2019年には8位に入る。ロシア代表として2018年のアイススタージュニアクラスに出場し、優勝した。
ロシア国内では安定して代表となることが難しく、ナショナルチームに選出されなかったことから、2019年8月よりベラルーシに移籍。同国代表として国際大会に出場を始めた。
2021年のCSネーベルホルン杯では、銅メダルを獲得。この大会は2022年北京オリンピックの予選を兼ねており、この成績によりベラルーシは女子シングルの出場枠を獲得。オリンピックではショート終了時点で17位につけフリーに進出。フリーでは全体の13位となり、ベラルーシ女子シングルとしての歴代最高成績となる総合13位で終えた。

## 技術・演技
アクセルを除く5種類の3回転ジャンプを跳ぶことができる。コンビネーションジャンプは、3回転ルッツ-3回転トウループ、3回転ルッツ-シングルオイラー-3回転サルコウを跳ぶことが多い。
また、4回転ループを成功させた動画を自身のSNSで投稿している。

## 競技成績

### ISUパーソナルベストスコア
- SP - ショートプログラム、FS - フリースケーティング
- TSS - 部門内合計得点（英: Total segment score）は太字
- TES - 技術要素点（英: Technical element score）、PCS - 演技構成点（英: Program component score）

| 部門 | 種類 | 得点   | 大会                       |
| ---- | ---- | ------ | -------------------------- |
| 総合 | TSS  | 192.49 | 2019年ゴールデンスピン     |
| SP   | TSS  | 66.67  | 2021年デニステンメモリアル |
| SP   | TES  | 37.87  | 2019年ゴールデンスピン     |
| SP   | PCS  | 29.84  | 2021年デニステンメモリアル |
| FS   | TSS  | 128.27 | 2021年ネーベルホルン杯     |
| FS   | TES  | 69.98  | 2019年ゴールデンスピン     |
| FS   | PCS  | 59.60  | 2021年デニステンメモリアル |

### 主な戦績
- GP - ISUグランプリシリーズ
- CS - ISUチャレンジャーシリーズ

#### ベラルーシ代表
| 大会名                  | 2019–20 | 2020–21 | 2021–22 | 2022–23 | 2023–24 | 2024–25 |
| ----------------------- | ------- | ------- | ------- | ------- | ------- | ------- |
| オリンピック            |         |         | 12位    |         |         |         |
| 世界選手権              | 中止    | WD      |         |         |         |         |
| 欧州選手権              | 14位    |         | 8位     |         |         |         |
| GP ロステレコム杯       |         | 8位     | 7位     |         |         |         |
| CS デニステンメモリアル |         |         | 1位     |         |         |         |
| CS フィンランディア杯   |         |         | 8位     |         |         |         |
| CS ネーベルホルン杯     |         |         | 3位     |         |         |         |
| CS ゴールデンスピン     | 2位     |         |         |         |         |         |
| CS ワルシャワ杯         | 7位     |         |         |         |         |         |
| スプリングスター        |         | 1位     |         |         |         |         |
| ウィンタースター        |         | 1位     |         |         |         |         |
| アイススター            |         | 1位     | 1位     |         |         |         |
| タリンクホテルズ杯      | 3位     |         |         |         |         |         |
| ボルボオープンカップ    | 1位     |         |         |         |         |         |
| ベラルーシ選手権        | 1位     | 1位     | 1位     | 1位     | 1位     | 1位     |

#### ロシア代表
| 大会名               | 2017–18 | 2018–19 |
| -------------------- | ------- | ------- |
| アイススター         |         | 1位 J   |
| ロシアジュニア選手権 | 14位    | 8位     |